# 434 Hungaria
434 Hungaria је астероид са средњом удаљеношћу од Сунца која износи 1,944 астрономских јединица (АЈ).
Апсолутна магнитуда астероида је 11,21 а геометријски албедо 0,428.